# Морисима, Хироаки
Хироа́ки Мориси́ма (яп. 森島 寛晃 Морисима Хироаки, род. 30 апреля 1972, Хиросима) — японский футболист. Чемпион Азии 2000 года. Участник чемпионатов мира 1998 и 2002 годов, Кубка конфедераций 2001 года и Кубка Азии 1996 года.

## Клубная карьера
После окончания средней школы Морисима присоединился к «Янмар Дизель» (позже «Сересо Осака») в 1991 году. В 1992 году в результате преобразований в японском клубном футболе, клуб стал участником Японской футбольной лиги (JFL), и выиграв чемпионат 1994 года получил право выступить в следующем сезоне в профессиональной японской лиге - J1. В 1995 году, несмотря на то, что команде удалось занять лишь восьмое место, Морисима провел 50 игр в сезоне (включая кубковые матчи) и забил 11 голов, за что был включён в символическую сборную чемпионата. В сезоне 2000 года «Сересо Осака» не хватило одного очка, чтобы занять первую строчку в первом круге чемпионата, а в итоге закончили они лишь пятыми, но Морисима снова попал в символическую сборную. В следующем году клуб и вовсе вылетел из высшей лиги, но, несмотря на предложения из других клубов, Морисима решил остаться в Осаке. В 2001 и 2003 годах клуб доходил до финала Кубка Императора, но выиграть трофей так и не удалось. Ближе к концу карьеры он получал все меньше игрового времени, но продолжал оставаться символом клуба. В 2008 году игрок завершил карьеру после 456 матчей и 140 забитых мячей. 27 июня 2010 года снова появился на поле, чтобы принять участие в прощальном матче Кэнтаро Хаяси.

## Карьера в сборной
С 1995 по 2002 год сыграл за национальную сборную Японии 64 матча, в которых забил 12 голов. Дебют Морисимы пришёлся на матч против Шотландии, состоявшийся 21 мая 1995 года. Участвовал в Кубке Азии 1996 года, и отборочных матчах к чемпионату мира 1998, первый Кубок мира для Японии. На самом турнире сыграл 11 минут в матче против Хорватии. 
В 2000 году Морисима в составе сборной провёл пять матчей на Кубке Азии, где национальная сборная завоевала золотые медали. А в следующем году он выступил на Кубке Конфедераций, где Япония уступила действующим чемпионам мира — французам. Следующий чемпионат мира 2002 года проходил в Японии, и Морисима три раза выходил на замену в матчах турнира, а также  забил гол в ворота сборной Туниса через две минуты после своего появления на поле.

## После футбола
На пресс-конференции, посвящённой решению Морисимы завершить карьеру, он сообщил, что хотел бы быть послом клуба, участвовать в деятельности клуба по связям с общественностью, а в будущем, возможно, занять пост тренера.
С 2009 года Морисима был представителем «Сересо Осака», выступая в теле-и радиопередачах и различных мероприятиях. Также он получил тренерскую лицензию класса А. С 2016 года занимает должность селекционера, участвует в формировании команды, также продолжая выступать в качестве официального лица клуба. В 2018 году Морисима стал президентом и генеральным директором «Сересо Осака».
Сыграл роль футболиста в фильме Минору Кавасаки «Краб-голкипер».

## Достижения

### Международные
Сборная Японии
- Кубка Азии: 2000
- Кубка конфедераций: 2001

### Личные
- Символическая сборная Джей-лиги: 1995, 2000

## Статистика

### В клубе
| Выступления за клуб | Выступления за клуб | Выступления за клуб | Лига  | Лига | Кубок            | Кубок            | Кубок лиги      | Кубок лиги      | Итого | Итого |
| Сезон               | Клуб                | Лига                | Матчи | Голы | Матчи            | Голы             | Матчи           | Голы            | Матчи | Голы  |
| Япония              | Япония              | Япония              | Лига  | Лига | Кубок Императора | Кубок Императора | Кубок Джей-лиги | Кубок Джей-лиги | Итого | Итого |
| ------------------- | ------------------- | ------------------- | ----- | ---- | ---------------- | ---------------- | --------------- | --------------- | ----- | ----- |
| 1990/91             | Янмар Дизель        | JSL D1              | 6     | 1    | 0                | 0                | 0               | 0               | 6     | 1     |
| 1991/92             | Янмар Дизель        | JSL D2              | 30    | 7    |                  |                  | 1               | 0               | 31    | 7     |
| 1992                | Янмар Дизель        | JFL                 | 13    | 4    |                  |                  | -               | -               | 13    | 4     |
| 1993                | Янмар Дизель        | JFL                 | 18    | 6    | 0                | 0                | -               | -               | 18    | 6     |
| 1994                | Сересо Осака        | JFL                 | 28    | 16   | 5                | 1                | 1               | 0               | 34    | 17    |
| 1995                | Сересо Осака        | J1                  | 50    | 11   | 2                | 0                | -               | -               | 52    | 11    |
| 1996                | Сересо Осака        | J1                  | 26    | 9    | 1                | 0                | 14              | 4               | 41    | 13    |
| 1997                | Сересо Осака        | J1                  | 21    | 10   | 2                | 2                | 0               | 0               | 23    | 12    |
| 1998                | Сересо Осака        | J1                  | 29    | 18   | 1                | 3                | 0               | 0               | 30    | 32    |
| 1999                | Сересо Осака        | J1                  | 30    | 12   | 2                | 1                | 4               | 1               | 36    | 14    |
| 2000                | Сересо Осака        | J1                  | 25    | 15   | 0                | 0                | 4               | 0               | 29    | 15    |
| 2001                | Сересо Осака        | J1                  | 22    | 3    | 5                | 2                | 0               | 0               | 27    | 5     |
| 2002                | Сересо Осака        | J2                  | 37    | 12   | 4                | 2                | -               | -               | 41    | 14    |
| 2003                | Сересо Осака        | J1                  | 28    | 4    | 4                | 1                | 5               | 0               | 34    | 4     |
| 2004                | Сересо Осака        | J1                  | 28    | 3    | 1                | 1                | 5               | 0               | 34    | 4     |
| 2005                | Сересо Осака        | J1                  | 33    | 6    | 4                | 2                | 8               | 1               | 45    | 9     |
| 2006                | Сересо Осака        | J1                  | 26    | 3    | 1                | 0                | 7               | 1               | 34    | 4     |
| 2007                | Сересо Осака        | J2                  | 5     | 0    | 0                | 0                | -               | -               | 5     | 0     |
| 2008                | Сересо Осака        | J2                  | 1     | 0    | 0                | 0                | -               | -               | 1     | 0     |
| Итого               | Итого               | Итого               | 456   | 140  | 28               | 14               | 48              | 7               | 532   | 161   |

### В сборной
| Сборная Японии | Сборная Японии | Сборная Японии |
| Год            | Матчи          | Голы           |
| -------------- | -------------- | -------------- |
| 1995           | 9              | 0              |
| 1996           | 11             | 2              |
| 1997           | 14             | 5              |
| 1998           | 3              | 0              |
| 1999           | 0              | 0              |
| 2000           | 10             | 3              |
| 9              | 1              |                |
| 2002           | 8              | 1              |
| Итого          | 64             | 12             |

Голы за сборную
| №  | Дата             | Место проведения    | Соперник   | Счёт | Результат | Соревнование                       |
| -- | ---------------- | ------------------- | ---------- | ---- | --------- | ---------------------------------- |
| 1  | 29 мая 1996      | Фукуока, Япония     | Мексика    | 3-2  | Победа    | Товарищеский матч                  |
| 2  | 11 сентября 1996 | Токио, Япония       | Узбекистан | 1-0  | Победа    | Товарищеский матч                  |
| 3  | 25 марта 1997    | Маскат, Оман        | Макао      | 10-0 | Победа    | Чемпионат мира 1998 (квалификация) |
| 4  | 25 марта 1997    | Маскат, Оман        | Макао      | 10-0 | Победа    | Чемпионат мира 1998 (квалификация) |
| 5  | 25 марта 1997    | Маскат, Оман        | Макао      | 10-0 | Победа    | Чемпионат мира 1998 (квалификация) |
| 6  | 8 июня 1997      | Токио, Япония       | Хорватия   | 4-3  | Победа    | Товарищеский матч                  |
| 7  | 15 июня 1997     | Токио, Япония       | Турция     | 1-0  | Победа    | Товарищеский матч                  |
| 8  | 4 июня 2000      | Касабланка, Марокко | Франция    | 2-2  | Ничья     | Кубок короля Хассана               |
| 9  | 16 августа 2000  | Хиросима, Япония    | ОАЭ        | 3-1  | Победа    | Товарищеский матч                  |
| 10 | 17 октября 2000  | Сидон, Ливан        | Узбекистан | 8-1  | Победа    | Кубок Азии 2000                    |
| 11 | 31 мая 2001      | Ниигата, Япония     | Канада     | 3-0  | Победа    | Кубок конфедераций 2001            |
| 12 | 14 июня 2002     | Осака, Япония       | Тунис      | 2-0  | Победа    | Чемпионат мира 2002                |